# OVW Women's Championship
L'OVW Women's Championship è un titolo riservato alle lottatrici di sesso femminile della Ohio Valley Wrestling, una federazione di wrestling statunitense.

## Storia
Apparve per la prima volta durante uno spettacolo televisivo della OVW il 12 luglio 2006 alla vita di ODB la quale sostenne di aver conquistato la cintura vincendo un torneo a Rio de Janeiro e facendo iniziare secondo la kayfabe la storia del titolo a Rio de Janeiero e questo perché i booker della OVW avevano creato un chiaro collegamento a due storiche cinture della World Wrestling Entertainment, il WWE Championship ed il WWE Intercontinental Championship che furono messe in palio per la prima volta nella città brasiliana. 

Questa cintura non venne immediatamente riconosciuta come titolo femminile dalla OVW ma la prima detentrice registrata fu comunque ODB.

## Albo d'oro
| Lottatrice                     | Regni | Data              | Località            | Note |
| ------------------------------ | ----- | ----------------- | ------------------- | --- |
| ODB                            | 1     | luglio 2006       | Rio de Janeiro      | Conquistato in un torneo (kayfabe) |
| Serena                         | 1     | 13 settembre 2006 | Louisville          | Vincendo un Fatal Four Way match |
| Beth Phoenix                   | 1     | 4 ottobre 2006    | Louisville          | |
| Katie Lea                      | 1     | 1º novembre 2006  | Louisville          | Vincendo un Gauntlet match |
| ODB                            | 2     | 1º giugno 2007    | Louisville          | |
| Roucka                         | 1     | 19 settembre 2007 | Louisville          | In un match contro Josie, Melody, Katie Lea, Serena e ODB                                                                                                |
| Katie Lea                      | 2     | 20 febbraio 2008  | Louisville          | |
| Josie                          | 1     | 27 febbraio 2008  | Louisville          | Sconfiggendo Katie Lea in un torneo. |
| Serena                         | 2     | 23 maggio 2008    | Louisville          | |
| Josie                          | 2     | 2 luglio 2008     | Louisville          | |
| Serena                         | 3     | 2 luglio 2008     | Louisville          | |
| Reggie                         | 1     | 16 luglio 2008    | Louisville          | |
| Serena                         | 4     | 16 luglio 2008    | Louisville          | |
| The Baroness                   | 1     | 24 luglio 2008    | Louisville          | Sconfiggendo Serena e Josie in un Triple Treath. |
| Serena                         | 5     | 24 luglio 2008    | Louisville          | |
| Josie                          | 3     | 31 luglio 2008    | Louisville          | |
| Serena                         | 6     | 7 agosto 2008     | Louisville          | |
| Melody                         | 1     | 12 novembre 2008  | Louisville          | Sconfisse Serena, Reggie e Josie in un Fatal 4-Way Elimination.                                                                                          |
| Epiphany                       | 1     | 12 agosto 2009    | Louisville          | |
| Hannah Blossom / Holly Blossom | 1     | 7 ottobre 2009    | Louisville          | Holly fece lo schienamento vincente dopo essersi scambiata con sua sorella Hannah senza che l'arbitro vide ciò.                                          |
| Josie                          | 4     | 28 novembre 2009  | Louisville          | Sconfiggendo Hannah Blossom. |
| Hannah Blossom                 | 2     | 2 dicembre 2009   | Louisville          | Titolo dato a Hannah dopo che Josie schienò Holly. |
| Josie                          | 5     | 16 dicembre 2009  | Louisville          | |
| C.J. Lane                      | 1     | 24 marzo 2010     | Louisville          | |
| Taryn Shay                     | 1     | 26 giugno 2010    | Louisville          | |
| Holly Blossom                  | 2     | 31 luglio 2010    | Louisville          | |
| Lady Jojo (Josie)              | 6     | 28 agosto 2010    | Louisville          | |
| Izza Belle Smothers            | 1     | 6 agosto 2011     | Louisville          | |
| Lady Jojo                      | 7     | 24 agosto 2011    | Louisville          | |
| Taeler Hendrix                 | 1     | 12 novembre 2011  | Louisville          | |
| Epiphany                       | 2     | 2 giugno 2012     | Louisville          | |
| Taeler Hendrix                 | 2     | 7 luglio 2012     | Louisville          | Conquistandolo in un torneo dopo che il Titolo venne reso vacante il 27 giugno 2012, per decisione del OVW Board of Directors, Ken Wayne                 |
| Heidi Lovelace                 | 1     | 15 settembre 2012 | Elizabethtown       | |
| Taryn Terrell                  | 1     | 14 novembre 2012  | Louisville          | Con Hendrix come arbitro speciale |
| Taeler Hendrix                 | 3     | 1º dicembre 2012  | Louisville          | Sconfiggendo Taryn Terrell in una puntata di OVW Saturday Night Special                                                                                  |
| Jessie Belle                   | 1     | 5 gennaio 2013    | Louisville          | Sconfiggendo Taeler Hendrix in una puntata di OVW Saturday Night Special                                                                                 |
| Epiphany                       | 3     | 2 marzo 2013      | Louisville          | Sconfiggendo Jessie Belle in una puntata di OVW Saturday Night Special                                                                                   |
| Trina Thompson                 | 1     | 17 aprile 2013    | Louisville          | |
| Vacante                        |       | 5 settembre 2013  | Louisville          | Trina Thompson si infortuna e la cintura viene resa vacante                                                                                              |
| Hannah Blossom                 | 3     | 18 settembre 2013 | Louisville          | In un fatal four-way ladder match, che includeva anche Holly Blossom, Lei'D Tapa e Taeler Hendrix.                                                       |
| Lei'D Tapa                     | 1     | 10 maggio 2013    | Louisville          | |
| The Bodyguy                    |       | 7 dicembre 2013   | Louisville          | The Bodyguy diventa il primo maschio detentore della cintura.                                                                                            |
| Lei'D Tapa                     | 2     | 4 gennaio 2014    | Louisville          | The Bodyguy avrebbe dovuto affrontare The Assassin ma Lei'D Tapa lo sostituì per ragioni ignote.                                                         |
| Jessie Belle Smothers          | 1     | 1 marzo 2014      | Louisville          | OVW Saturday Night Special |
| Lei'D Tapa                     | 3     | 6 aprile 2014     | Louisville          | OVW Sunday Night Special |
| Vacante                        |       | 1 novembre 2014   | Louisville          | La OVW annuncia sul proprio sito web che il titolo è stato reso vacante a causa della discontinuità della loro divisione femminile all'epoca.            |
| Jessie Belle Smothers          | 2     | 21 novembre 2015  | Louisville          | Belle sconfigge The Amazing Grace, Hanna, Luscious Lexie, Lucy Blossom, Maria James, ODB, Ray Lyn, Rebel e Taeler Hendrix in una ten-woman battle royal. |
| Maria James                    | 1     | 2 giugno 2016     | Louisville          | OVW Saturday Night Special |
| Jessie Belle Smothers          | 3     | 12 marzo 2016     | Bardstown, Kentucky | Live Event |
| Scarlet                        |       | 14 maggio 2016    | Louisville          | OVW Saturday Night Special |
| Jessie Belle Smothers          | 4     | 2 luglio 2016     | Louisville          | In un four-way match che incluse anche Deonna Purrazzo e Maria James.                                                                                    |
| Maria James                    | 2     | 13 luglio 2016    | Louisville          | Data la regola 24/7, il match non fu visto dal pubblico.                                                                                                 |
| Jessie Belle Smothers          | 5     | 20 luglio 2016    | Louisville          | |
| Scarlet                        |       | 20 luglio 2016    | Louisville          | |
| Jessie Belle Smothers          | 6     | 20 luglio 2016    | Louisville          | |
| Maria James                    | 3     | 20 luglio 2016    | Louisville          | |
| Jessie Belle Smothers          | 7     | 20 luglio 2016    | Louisville          | |
| Maria James                    | 4     | 27 luglio 2016    | Louisville          | |
| Jessie Belle Smothers          | 8     | 27 luglio 2016    | Louisville          | |
| Mickie Knuckles                |       | 27 luglio 2016    | Louisville          | |
| Jessie Belle Smothers          | 9     | 3 agosto 2016     | Louisville          | |
| Maria James                    | 5     | 3 agosto 2016     | Louisville          | |
| Jessie Belle Smothers          | 10    | 3 agosto 2016     | Louisville          | |
| Jamie Lynn                     |       | 3 agosto 2016     | Louisville          | |
| Maria James                    |       | 17 agosto 2016    | Louisville          | |
| Rebel                          |       | 2 novembre 2016   | Louisville          | Randy Royal arbitro speciale. |
| Madi Maxx                      |       | 22 marzo 2017     | Louisville          | |
| Cali                           |       | 13 maggio 2017    | Louisville          | Loser Leaves Town match. |
| Mickie Knuckles                |       | 1 luglio 2017     | Louisville          | |
| Vacante                        |       | 30 agosto 2017    | Louisville          | Knuckles rende vacante il titolo per motivi personali.                                                                                                   |
| Jaylee                         |       | 2 settembre 2017  | Louisville          | Jaylee sconfigge Cali |
| Cali                           |       | 5 dicembre 2018   | Louisville          | OVW Saturday Night Special |
| Jaylee                         |       | 7 luglio 2018     | Louisville          | Submission match. |
| Brittany Devore                |       | 14 dicembre 2018  | Louisville          | OVW Christmas Chaos 2018 |
| Jaylee                         |       | 2 agosto 2019     | Louisville          | In un four-way match che includeva anche Cali e Valerie Verman.                                                                                          |
| Cali Young                     |       | 23 febbraio 2019  | Louisville          | Precedentemente nota come Cali. |
| Megan Bayne                    |       | 1 giugno 2019     | Louisville          | In un three-way match che incluse Madi Maxx. |
| Max the Impaler                | 1     | 20 ottobre 2019   | Louisville          | |
| Ray Lyn                        |       | 1 febbraio 2020   | Louisville          | OVW Saturday Night Special |
| Madison Rayne                  |       | 18 febbraio 2020  | Louisville          | In un five-way match che includeva anche Cali Young, Max the Impaler e Megan Bayne.                                                                      |
| Vacante                        |       | 18 agosto 2020    | Jeffersonville      | Reso vacante dalla OVW perché Madison Rayne non si presentò alla difesa del titolo.                                                                      |
| Kayla Kassidy                  |       | 18 agosto 2020    | Jeffersonville      | In un five-way match che includeva anche Alice Crowley, Becky Idol, Billie Starkz e Haley J.                                                             |
| Vacante                        |       | 22 settembre 2020 | Louisville          | Il titolo viene reso vacante dalla OVW perché Kayla Kassidy, in quanto infortunata, non è in grado di difenderlo.                                        |
| Mazzerati                      |       | 22 settembre 2020 | Louisville          | In un five-way match che incluse anche Haley J, Joseline Navarro, Salena Dean e Sarah the Rebel.                                                         |
| Hollyhood Haley J              | 1     | 9 febbraio 2021   | Louisville          | |
| Dani Mo                        |       | 26 giugno 2021    | Louisville          | OVW Saturday Night Special - Chained Carnage 2021 |
| Hollyhood Haley J              | 2     | 1 luglio 2021     | Louisville          | |
| Vacante                        |       | 12 agosto 2021    | Louisville          | La OVW toglie d'ufficio a Haley J il titolo. |
| Sierra                         |       | 28 agosto 2021    | Louisville          | Sconfigge Dani Mo. |
| Freya the Slaya                |       | 16 dicembre 2021  | Louisville          | OVW Christmas Chaos 2021 |
| Leila Grey                     |       | 14 aprile 2022    | Louisville          | |
| Freya the Slaya                |       | 6 agosto 2022     | Louisville          | Saturday Night Special - Saturday Night Riot |
| Leila Grey                     |       | 27 agosto 2022    | Louisville          | |
| Shalonce Royal                 |       | 29 ottobre 2022   | Louisville          | Saturday Night Special - No Rest for the Wicked |
| Haley J                        | 3     | 25 maggio 2023    | Louisville          | OVW TV: All Systems Go |
| Tiffany Nieves                 |       | 5 ottobre 2023    | Louisville          | |